# 普萊恩菲爾德 (伊利諾伊州)
普萊恩菲爾德（英語：Plainfield）是位於美國伊利諾伊州肯德爾縣和威爾縣的一個村落。

## 地理
普萊恩菲爾德的座標為41°37′02″N 88°12′10″W / 41.61722°N 88.20278°W，而該地最高點為海拔高度186米（即610英尺）。

## 人口
根據2010年美國人口普查的數據，普萊恩菲爾德的面積為65.75平方千米，當中陸地面積為63.22平方千米，而水域面積為2.53平方千米。當地共有人口39581人，而人口密度為每平方千米601人。